# Luciola bourgeoisi
Luciola bourgeoisi là một loài bọ cánh cứng trong họ Đom đóm (Lampyridae). Loài này được E. Olivier miêu tả khoa học năm 1895.